# Le Fay-Saint-Quentin
Le Fay-Saint-Quentin é uma comuna francesa na região administrativa de Altos da França, no departamento de Oise. Estende-se por uma área de 7,19 km². Em 2010 a comuna tinha 537 habitantes (densidade: 74,7 hab./km²).